# Kamil Rodan
Kamil Rodan (26. srpna 1978, Ostrava – 31. října 2021, Ostrava) byl český historik, publicista a popularizátor historie.

## Vzdělání a činnost
Vystudoval historii na Filozofické fakultě Ostravské univerzity, kde roku 2001 získal titul magistra a poté v roce 2008 doktorské studium (Ph.D.) v oboru Hospodářské a sociální dějiny tamtéž.
Gradoval s prací o vývoji zemědělství v Rakouském Slezsku, specializoval se zejména na historii aristokracie a panovnických rodů 19.–21. století. Mezi jeho objekty zájmu patřilo i Národní divadlo a sbírání programů představení s autogramy umělců. Zaměřoval se i na regionální mikrohistorii, jako kronikář své rodné Nové Vsi v Ostravě např. zmapoval historii lokálního pohostinství nebo napsal publikaci, v níž popsal historii prostějovského gymnázia na pozadí příběhu konkrétního třídního kolektivu.
Pracoval jako výzkumný pracovník ve Slezském zemském muzeu v Opavě, přispíval popularizačními články do mnohých českých periodik, účastnil se veřejných přednášek a působil i jako lektor univerzity třetího věku při Ostravské univerzitě.
Zemřel nečekaně po krátkém boji se zákeřnou chorobou ve fakultní nemocnici v Ostravě.

## Dílo
- RODAN, Kamil. Československá populární hudba a její projevy v krizových letech 1968/69. In: SKLENÁŘOVÁ, Sylva. České, slovenské a československé dějiny 20. století II.. Hradec Králové: OFTIS Ústí nad Orlicí, 2007. ISBN 978-80-86845-81-4. S. 233.
- RODAN, Kamil. Ženy s korunou. Praha: [s.n.], 2016. 237 stran, 24 nečíslovaných stran obrazových příloh s. Dostupné online. ISBN 978-80-206-1606-7, ISBN 80-206-1606-3. OCLC 972636155
- RODAN, Kamil. Život s korunou. Praha: [s.n.], 2018. 218 stran, 12 nečíslovaných stran obrazových příloh s. Dostupné online. ISBN 978-80-206-1768-2, ISBN 80-206-1768-X. OCLC 1089716695
- RODAN, Kamil. Život po boku válečného hrdiny (Soužití manželů Soldánových v poúnorovém Československu) [online].  Univerzita Palackého v Olomouci: HISTORICA OLOMUCENSIA, 2018 [cit. 2024-04-04]. S. 289–313. Dostupné online.
- RODAN, Kamil. V lesku koruny. Praha: [s.n.], 2020. 237 stran, 12 nečíslovaných stran obrazových příloh s. Dostupné online. ISBN 978-80-206-1841-2, ISBN 80-206-1841-4. OCLC 1200248850